# قائمة خطوط الحافلات في أم الفحم

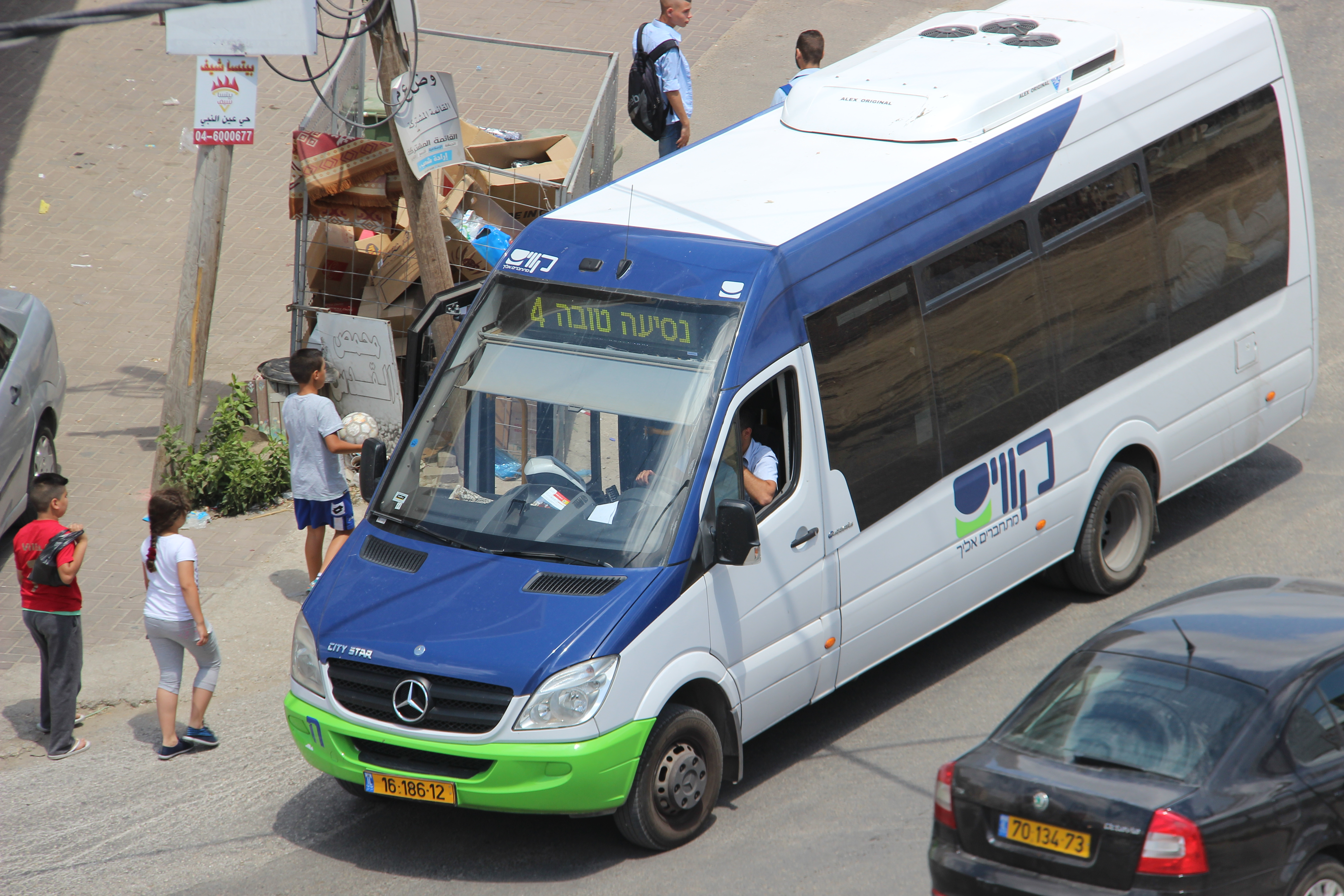
حافلة من خط 4 أثناء عبورها مفترق العيون (2015)

هذه قائمة خطوط الحافلات في مدينة أم الفحم التي تمثل جزءًا من نظام النقل العام في دولة إسرائيل.

## المحطة المركزية

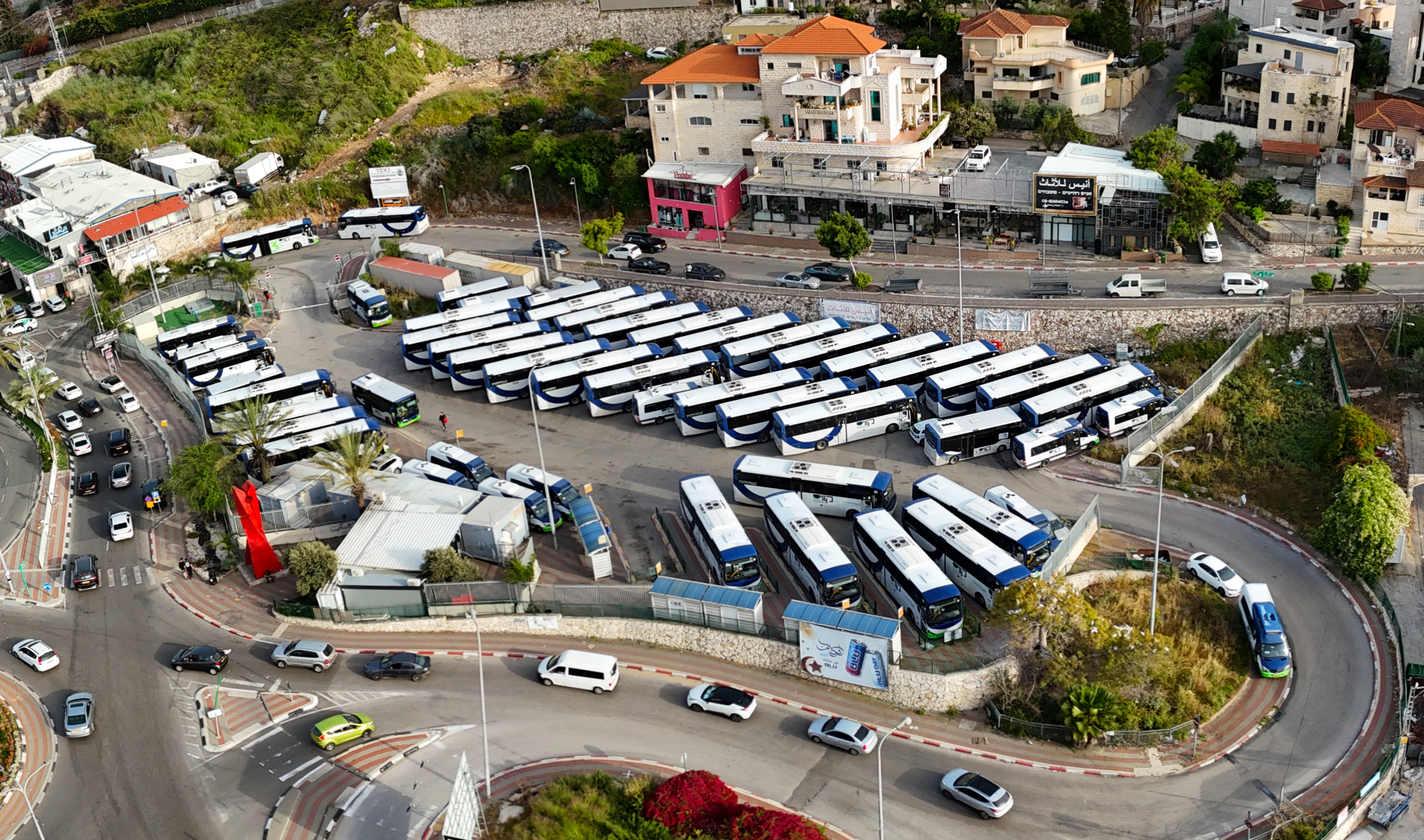
محطة الحافلات المركزية، معظم الخطوط لا تعمل أيام السبت

في 22 يوليو 2013، بدأت شركة كاڤيم تشغيل خطوط جديدة للمواصلات العامة داخل أحياء أم الفحم ومنها إلى البلدات المجاورة والمدن الرئيسية. في يوليو 2015، بدأت بلدية أم الفحم العمل على إنشاء محطة حافلات مركزية عند مدخل المدينة، وهي مُعرّفة برقم 40679. تُشغّل كاڤيم مجموع خطوط يصل إلى ثمانية عشر خطًا، مع ملاحظة أن هناك أربعة منها لا تتوقف في المحطة المركزية. بالإضافة إلى ذلك، تتولى سوبربوس تشغيل أربعة خطوط إلى حيفا والعفولة. وهناك خط آخر تديره متروبولين مخصص لخدمة طلاب كلية بيت بيرل في كفار سابا، وهو لا يتوقف في المحطة المركزية.

### خطوط داخلية
يتواجد في أم الفحم ثمانية خطوط نقل داخلية تُديرها شركة كاڤيم. ابتداءً من 1 سبتمبر 2023 بدأت كاڤيم تشغيل الخط الداخلي رقم 25/25א. وابتداءً من 23 أغسطس 2024 بدأت كاڤيم تشغيل خطوط داخلية جديدة هي 27 و 28 و 28א لتشمل أحياء ومناطق جديدة في أطراف المدينة مثل المعلّقة وسويسة وشارع السوق. بالإضافة إلى ذلك، يدخل إلى المدينة خطّان من خطوط النقل العام، يمرّان عبر شوارع القدس، والجدوع، والمدينة، ثم يتجهان إلى وجهتيهما، وهما: خط تل أبيب رقم 299 الذي تُديره شركة كاڤيم، وخط كلية بيت بيرل رقم 298 الذي تُديره شركة متروبولين. 
تُكلّف تذكرة النقل الداخلي 8 شواكل جديدة، ويُمكن استخدامها للانتقال إلى خطوط أخرى حتى مسافة 15 كيلومتر ولمدة لا تزيد عن 90 دقيقة.
| الشركة | رقم الخط | مسار الخط / الوجهة | ساعات العمل |
| ------ | -------- | --- | --- |
| كاڤيم  | 2        | المحطة المركزية – شارع المدينة – الجدوع السفلي – شارع القدس – الظهر – شارع القدس – المحطة المركزية                                                     | - كل نصف ساعة من الأحد إلى الخميس: (05:00 - 00:00) - كل 20 دقيقة في يوم الجمعة: (05:00 - 14:20) - لا يعمل يوم السبت                                          |
| كاڤيم  | 3        | المحطة المركزية – المدرسة الشاملة – الباطن – عراق الشباب – رأس الهيش – مدرسة خديجة – مدرسة ابن سينا – والعودة                                          | - كل 12 - 20 دقيقة من الأحد إلى الخميس: (05:00 - 00:00) - كل 15 - 20 دقيقة في يوم الجمعة: (05:30 - 15:15) - كل نصف ساعة - ساعة في يوم السبت: (07:00 - 22:00) |
| كاڤيم  | 4        | المحطة المركزية – ش.القدس – الجدوع العلوي – الشرفة – عين الشعرة – البراغلة – مدرسة المتنبي – الجدوع العلوي – ش.ابن زيدون – ش.المدينة – المحطة المركزية | - كل 12 - 20 دقيقة من الأحد إلى الخميس: (05:00 - 00:00) - كل 15 - 20 في يوم الجمعة: (05:30 - 15:20) - كل نصف ساعة - ساعة في يوم السبت: (06:30 - 21:30)       |
| كاڤيم  | 6        | المحطة المركزية – طريق وادِ عارة – عين جرار – الشاغور – وادِ النسور – مدرسة الأقواس                                                                      | - كل 20 - 30 دقيقة من الأحد إلى الخميس: 05:40 - 00:00 - كل 20 - 40 دقيقة في يوم الجمعة: (05:40 - 14:20) - كل 20 - 30 دقيقة في يوم السبت: (18:20 - 23:00)     |
| كاڤيم  | 27       | المحطة المركزية – شارع المدينة – الميدان – مدرسة وادِ النسور – حي أبو لاحم – حي المعلّقة                                                                 | 3 سفرات كل ساعة على مدار اليوم |

| الشركة | رقم الخط | مسار الخط / الوجهة | ساعات العمل |
| ------ | -------- | --- | --- |
| كاڤيم  | 25       | عين إبراهيم – شارع المدينة – الميدان – عين النبي – جبل إسكندر – الخلايل – عين النبي – عين التينة – مدرسة الأقواس      | - كل نصف ساعة من الأحد إلى الخميس (05:00 - 23:00) - كل نصف ساعة في يوم الجمعة (05:00 - 15:00) - كل نصف ساعة في يوم السبت (18:30 - 23:00)      |
| كاڤيم  | 25א      | مدرسة الأقواس – عين التينة – جبل إسكندر – الخلايل – الميدان – شارع المدينة – عين إبراهيم                              | - كل 25 - 35 دقيقة من الأحد إلى الخميس (05:15 - 23:45) - كل نصف ساعة في يوم الجمعة (05:00 - 15:00) - كل نصف ساعة في يوم السبت (18:30 - 23:30) |
| كاڤيم  | 28       | مركز الإرشاد المروري – دوار العيون – ش. ابن زيدون – شارع المدينة – شارع السوق – حي الباطن – حي المحاجنة – ش. عين خالد | 3 سفرات كل ساعة على مدار اليوم |
| كاڤيم  | 28א      | حي سويسة – دوار العيون – ش. ابن زيدون – شارع المدينة – شارع السوق – حي الباطن – حي المحاجنة – ش. عين خالد             | 3 سفرات كل ساعة على مدار اليوم |

### خطوط بين المدن
ينطلق من المحطة المركزية أربعة عشر خطًا إلى البلدات المجاورة والمدن الرئيسية مثل حيفا وتل أبيب وغيرها، كما يُوضح في الجدول التالي:
| الشركة  | رقم الخط | مسار الخط / الوجهة |
| ------- | -------- | --- |
| كاڤيم   | 38       | المحطة المركزية – عرعرة – عين السهلة – العريان |
| كاڤيم   | 39       | المحطة المركزية – عين إبراهيم – معاوية |
| كاڤيم   | 44       | المحطة المركزية – غفعات حبيبة – باقة الغربية – أكاديمية القاسمي – كلية القاسمي للهندسة والعلوم – جت                                                                |
| كاڤيم   | 45       | المحطة المركزية – پرديس حنا-كركور – بنيامينا – محطة قطار بنيامينا                                                                                                  |
| كاڤيم   | 46       | المحطة المركزية – الخضيرة – محطة الحافلات المركزية – مستشفى هيليل يافي – محطة قطار الخضيرة                                                                         |
| كاڤيم   | 62       | المحطة المركزية – قرى مجلس طلعة عارة |
| كاڤيم   | 133      | المحطة المركزية – غفعات حبيبة – باقة الغربية – كلية القاسمي للهندسة والعلوم – المنطقة الصناعية عيمك حيفر– نتانيا – المنطقة الصناعية نتانيا – محطة قطار نتانيا–سبير |
| كاڤيم   | 241      | المحطة المركزية – عرعرة – كفر قرع – غفعات حبيبة – پرديس حنا-كركور – محطة قطار قيسارية–برديس حنا – المنطقة الصناعية قيسارية – جسر الزرقاء                           |
| كاڤيم   | 299      | المحطة المركزية – شارع القدس – الجدوع – شارع المدينة – تل أبيب |
| سوبربوس | 246      | المحطة المركزية – زلفة – سالم – العفولة |
| سوبربوس | 247      | المحطة المركزية – العفولة – مستشفى هعيمك |
| سوبربوس | 248      | عرعرة – المحطة المركزية – حيفا – مركزيت همفراتس |
| سوبربوس | 296      | المحطة المركزية – نيشر – حيفا – معهد التخنيون – جامعة حيفا |

## محطة شارع 65

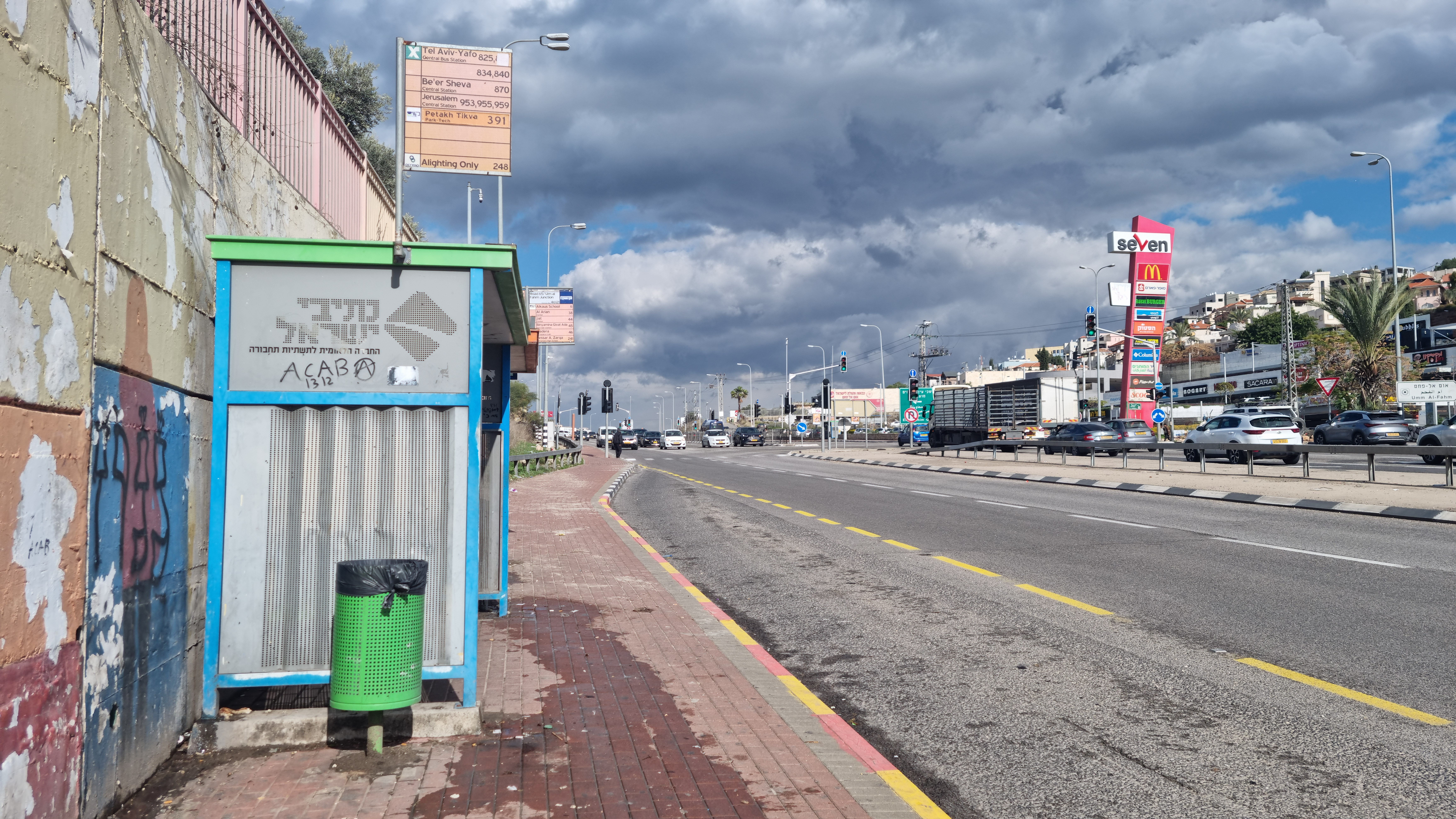
محطة حافلات مفترق أم الفحم على شارع 65 باتجاه الخضيرة

يوجد في مفترق أم الفحم على شارع 65 محطتا حافلات؛ إحداهما باتجاه الخضيرة (جنوبًا) والأخرى باتجاه العفولة (شمالًا). تشكل هاتان المحطتان عقدتين أساسيتين في نظام النقل العام في المنطقة، حيث تربطان أم الفحم بالعديد من المواقع الحيوية، مثل المؤسسات التعليمية والصحية والدوائر الحكومية ومراكز الأعمال ومحطات القطار وغيرها. تخدم هاتان المحطتان شركات نقل عام معروفة مثل إيجد وكاڤيم وسوبربوس وغيرها.
يُبين الجدول التالي تفاصيل حول مسارات هذه الحافلات ووجهاتها الرئيسية وأبرز المحطات على مسارها:

### باتجاه العفولة
يتوقف في محطة شارع 65 باتجاه العفولة –المُعرّفة برقم 40874– ما مجموعه 15 خطًا للحافلات، وتدير هذه الخطوط عدة شركات نقل عام كما يلي:
| الشركة                 | رقم الخط | الوجهة                             | أبرز المحطات                            | يوم السبت      |
| ---------------------- | -------- | ---------------------------------- | --------------------------------------- | -------------- |
| كاڤيم                  | 62       | محطة أم الفحم المركزية – طلعة عارة | حاجز سالم                               | ✓              |
| سوبربوس                | 246      | محطة أم الفحم المركزية – العفولة   | زلفة • سالم                             | X              |
| سوبربوس                | 247      | محطة أم الفحم المركزية – العفولة   | مستشفى هعيمك                            | بعد خروج السبت |
| سوبربوس                | 248      | عرعرة – حيفا                       | محطة أم الفحم المركزية • مركزيت همفراتس | بعد خروج السبت |
| سوبربوس                | 296      | محطة أم الفحم المركزية – حيفا      | معهد التخنيون •جامعة حيفا               | بعد خروج السبت |
| سوبربوس                | 869      | رمات غان – العفولة                 |                                         | X              |
| الناصرة للنقل والسياحة | 720      | باقة الغربية – الناصرة             | كلية عيمك يزراعيل                       | X              |
| الناصرة للنقل والسياحة | 750      | كفر قرع – الناصرة                  | كلية عيمك يزراعيل                       | X              |
| الناصرة للنقل والسياحة | 833      | تل أبيب – نوف هچليل                | كلية عيمك يزراعيل                       | بعد خروج السبت |
| إيجد                   | 821      | رعنانا – العفولة                   |                                         | ✓              |
| إيجد                   | 825      | تل أبيب – العفولة                  |                                         | ✓              |
| إيجد                   | 840      | تل أبيب – كريات شمونة              | محطة العفولة المركزية                   | ✓              |
| إيجد                   | 870      | بئر السبع – العفولة                |                                         | بعد خروج السبت |
| إيجد                   | 953      | القدس – العفولة                    |                                         | بعد خروج السبت |
| إيجد                   | 955      | القدس – نوف هچليل                  | كلية عيمك يزراعيل                       | بعد خروج السبت |
| إيجد                   | 959      | القدس – طبريا                      | مستشفى هعيمك                            | بعد خروج السبت |

### باتجاه الخضيرة
يتوقف في محطة شارع 65 باتجاه الخضيرة –المُعرّفة برقم 46121– ما مجموعه 22 خطًا للحافلات، وتدير هذه الخطوط عدة شركات نقل عام كما يلي:
| الشركة                 | رقم الخط | الوجهة                                 | أبرز المحطات أو الطرق                                                                                     | يوم السبت      |
| ---------------------- | -------- | -------------------------------------- | --- | -------------- |
| كاڤيم                  | 6        | محطة أم الفحم المركزية – مدرسة الأقواس | داخلي، يمر من طريق وادِ عارة، وطريق 6535                                                                   | بعد خروج السبت |
| كاڤيم                  | 38       | محطة أم الفحم المركزية – العريان       | عرعرة • عين السهلة                                                                                        | ✓              |
| كاڤيم                  | 44       | محطة أم الفحم المركزية – جت            | غفعات حبيبة ‏ •أكاديمية القاسمي •كلية القاسمي للهندسة والعلوم                                              | ✓              |
| كاڤيم                  | 45       | محطة أم الفحم المركزية – بنيامينا      | برديس حنا–كركور •محطة قطار بنيامينا                                                                       | X              |
| كاڤيم                  | 46       | محطة أم الفحم المركزية – الخضيرة       | محطة الخضيرة المركزية • مستشفى هيليل يافي • محطة قطار الخضيرة                                             | بعد خروج السبت |
| كاڤيم                  | 133      | محطة أم الفحم المركزية – نتانيا        | غفعات حبيبة •كلية القاسمي للهندسة والعلوم •محطة قطار نتانيا–سبير                                          | X              |
| كاڤيم                  | 241      | محطة أم الفحم المركزية – جسر الزرقاء   | عرعرة • كفر قرع •غفعات حبيبة • برديس حنا–كركور • المنطقة الصناعية قيسارية •محطة القطار قيسارية–برديس حنا  | X              |
| كاڤيم                  | 299      | محطة أم الفحم المركزية – تل أبيب       | يمر من الطريق السريع 6                                                                                    | بعد خروج السبت |
| سوبربوس                | 248      | حيفا – عرعرة                           | يتوقف في محطة أم الفحم المركزية ثم يتابع سفره                                                             | بعد خروج السبت |
| سوبربوس                | 869      | العفولة – رمات غان                     | يمر من الطريق السريع 6 •جامعة بار إيلان • مستشفى رابين • مستشفى شيبا                                      | X              |
| الناصرة للنقل والسياحة | 720      | الناصرة – باقة الغربية                 | غفعات حبيبة •أكاديمية القاسمي                                                                             | X              |
| الناصرة للنقل والسياحة | 750      | الناصرة – كفر قرع                      | يمر من طريق وادِ عارة                                                                                      | X              |
| الناصرة للنقل والسياحة | 833      | نوف هچليل – تل أبيب                    | يمر من الطريق الساحلي                                                                                     | بعد خروج السبت |
| متروبولين              | 298      | أم الفحم – كلية بيت بيرل               | يدخل أم الفحم: ش.القدس، الجدوع، الشارع الرئيسي • يدخل كفر قرع • قلنسوة • الطيبة • الطيرة • كلية بيت بيرل ‏ | X              |
| إيجد                   | 821      | العفولة – رعنانا                       | يمر من طريق 4 •المركز الأكاديمي روبين ‏                                                                    | ✓              |
| إيجد                   | 825      | العفولة – تل أبيب                      | يمر من الطريق الساحلي                                                                                     | ✓              |
| إيجد                   | 834      | مفترق أشدوت يعقوڤ إيحود – تل أبيب      | يمر من الطريق الساحلي                                                                                     | ✓              |
| إيجد                   | 840      | كريات شمونة – تل أبيب                  | يمر من الطريق الساحلي                                                                                     | ✓              |
| إيجد                   | 870      | العفولة – بئر السبع                    | يمر من الطريق السريع 6 • مستشفى سوروكا                                                                    | بعد خروج السبت |
| إيجد                   | 953      | العفولة – القدس                        | يمر من الطريق السريع 6                                                                                    | ✓              |
| إيجد                   | 955      | نوف هچليل – القدس                      | يمر من الطريق السريع 6                                                                                    | بعد خروج السبت |
| إيجد                   | 959      | طبريا – القدس                          | يمر من الطريق السريع 6                                                                                    | بعد خروج السبت |

## خطوط مُلغاة
| الشركة                 | رقم الخط | مسار الخط / الوجهة                                                      | تاريخ الإلغاء            |
| ---------------------- | -------- | ----------------------------------------------------------------------- | ------------------------ |
| الناصرة للنقل والسياحة | 724      | محطة أم الفحم المركزية – شارع القدس – الجدوع – شارع المدينة – نوف هچليل | أُلغي الخط في فبراير 2021 |
| كاڤيم                  | 391      | محطة أم الفحم المركزية – كفر قرع – بيتح تيكڤا – مستشفى رابين            | أُلغي الخط في يوليو 2024  |

## معلومات
1. ↑  مرة واحدة صباحًا عند انطلاقه من أم الفحم الساعة 4:45 وثلاث مرات ليلًا عند انطلاقه من تل أبيب في الساعات 22:00، 23:00، و00:00.